# 察里昌卡
48°56′46″N 34°28′41″E / 48.94611°N 34.47806°E

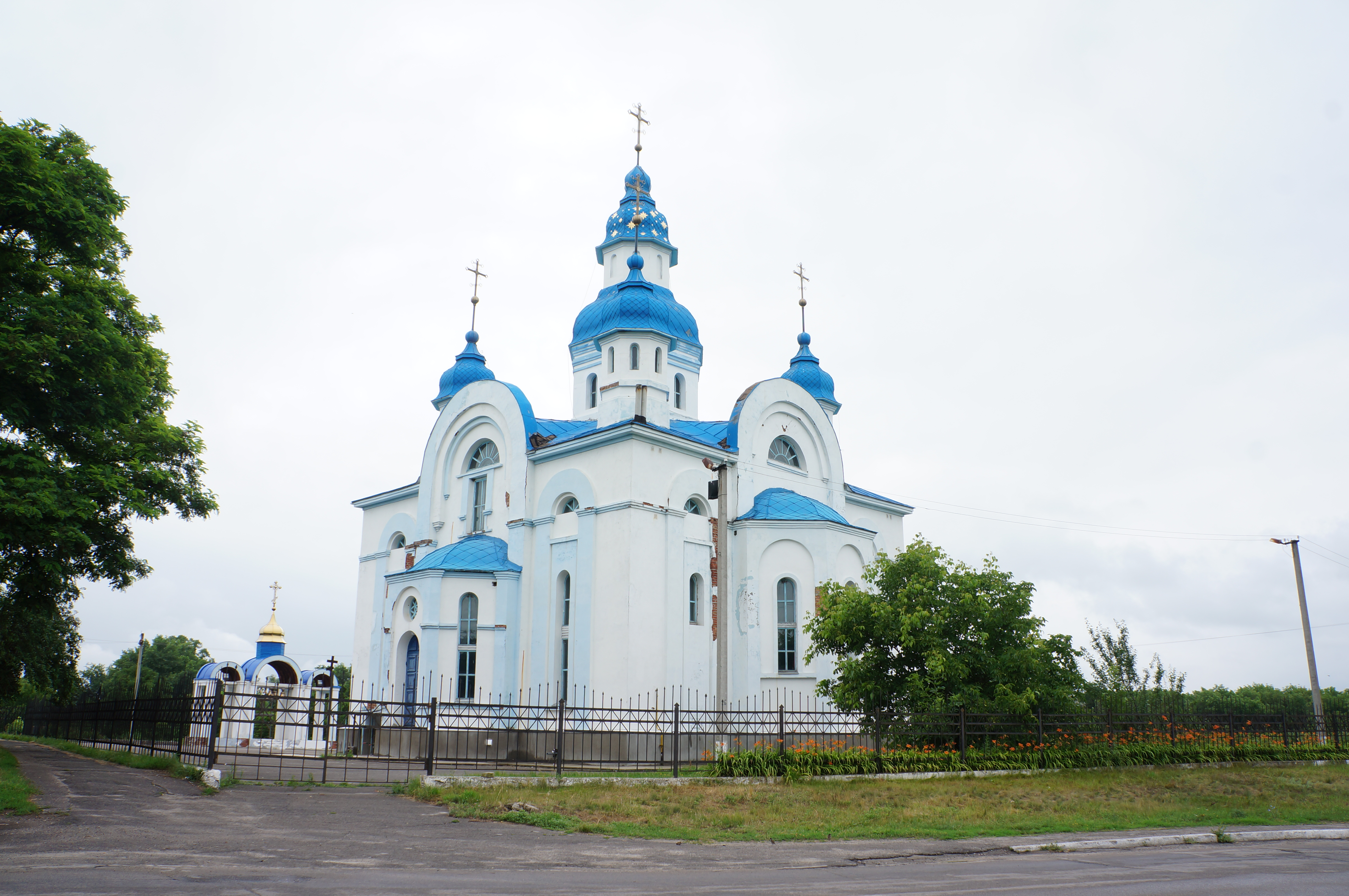
教堂

察里昌卡是位於烏克蘭中部的市級鎮，由第聶伯羅彼得羅夫斯克州裡第聶伯羅區的察里昌卡市鎮負責管轄。該鎮始建於1604年，面積10.85平方公里，海拔高度69米，2013年人口7,339，人口密度每平方公里676人。